# Femminiello

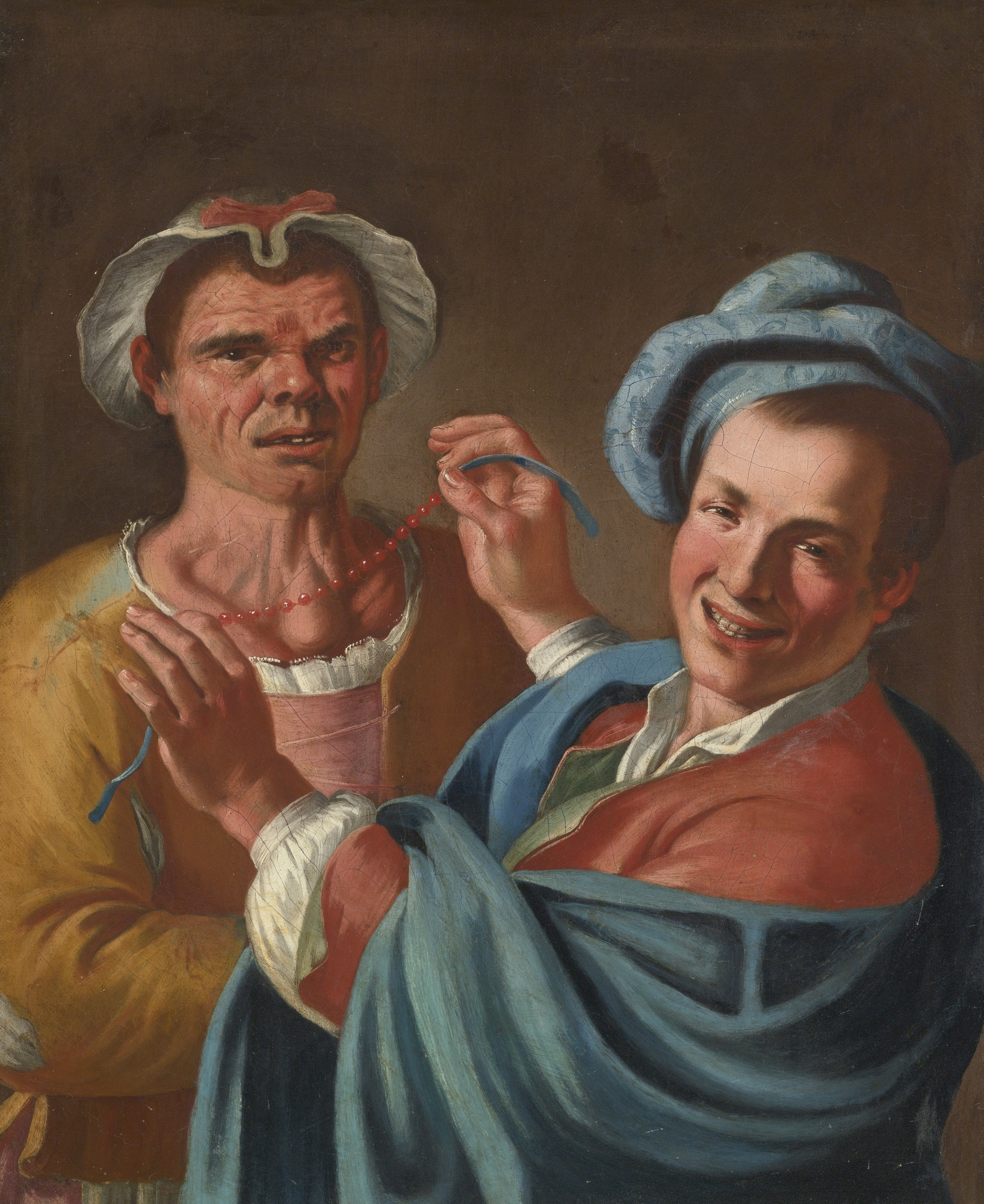
Giuseppe Bonito, Il femminiello

Femminiello (plural: femminielli) é uma expressão composta por femmina ("fêmea") e o sufixo diminutivo masculino -ello. É usado para se referir a uma população de homens gays com expressão de gênero marcadamente feminina na cultura tradicional napolitana. Pode ser difícil definir esse termo nas noções ocidentais modernas de "homens gays" versus "mulheres trans", uma vez que essas duas categorias se sobrepõem até certo ponto no caso de femminielli (consulte terceiro gênero). Este termo não é depreciativo e não traz estigma; tradicionalmente, acredita-se que as femminielli trazem sorte. Ironicamente, Achille della Ragione sugere que pesquisas recentes mostraram que os napolitanos têm uma visão geralmente negativa do que ele chama de "o modelo politicamente correto da homossexualidade de uma sociedade hipócrita de bem-estar" (implicando a principal cultura gay ocidental), mas ele contrasta femminielli como desfrutando de uma atitude favorável por parte da sociedade napolitana.

## Análise de gênero
É redutivo inserir o Femminiello napolitano na macro-categoria de transgeneridade geralmente adotada nos contextos anglo-saxão e norte-americano. "A identidade alternativa de femminielli é possível a partir de um corpo transformado, disfarçado e transfigurado, um fenômeno complexo que pode ser considerado 'endêmico' e está peculiarmente ligado ao território e à população da cidade". Femminiello, em vez disso, poderia ser considerado uma expressão peculiar de gênero, apesar de um amplo binarismo sexual. As raízes culturais em que esse fenômeno está incorporado conferem ao femminiello um status cultural e até socialmente legitimado. Para as coordenadas históricas e simbólicas de Nápoles, a construção da identidade de femminiello não é sobreposta a grupos transgêneros europeus e eurocêntricos mais comuns.
No final dos anos 2000, muitos escândalos sexuais abalaram a Itália envolvendo políticos de alto nível (por exemplo, ex-presidente da Lazio, Piero Marrazzo) e profissionais transexuais do sexo, geralmente descendentes de latino-americanos, que são geralmente chamados de transessuali (encurtado para trans) na mídia italiana. Em 2009 o termo femminiello ganhou alguma notoriedade na imprensa italiana após uma nativa de Nápoles femminiello mafiosa de Camorra Ketty Gabriele foi presa. Gabriele havia se envolvido com prostituição antes de se tornar uma capoeira. Gabriele tem sido referido como femminiella e transessuale ou trans na mídia italiana.
No entanto, outros afirmam que femminielli é decididamente masculinos, apesar de seu papel de gênero feminino, dizendo que "eles são homens; eles sabem disso e todo mundo sabe disso". Achille della Ragione escreveu sobre aspectos sociais de femminielli. "[O femminiello] geralmente é o filho mais novo do sexo masculino, 'queridinha da mãe'... ele é útil, faz tarefas, realiza tarefas e observa as crianças."
Zito e Eugenio propõem em seu estudo que os femminielli "parecem confirmar, no campo da identidade de gênero, a ideia pós-moderna de modulação contínua entre o masculino e o feminino contra sua dicotomia".
Pode-se observar uma certa incompatibilidade entre as noções de femminiello e transexuais (geralmente nascidos no exterior), por exemplo, uma manchete de jornal que lê Rivolta ai quartieri Spagnoli: i femminielli cacciano le trans ("Revolta no Quartieri Spagnoli: femminielli expulsam os transexuais").

## História

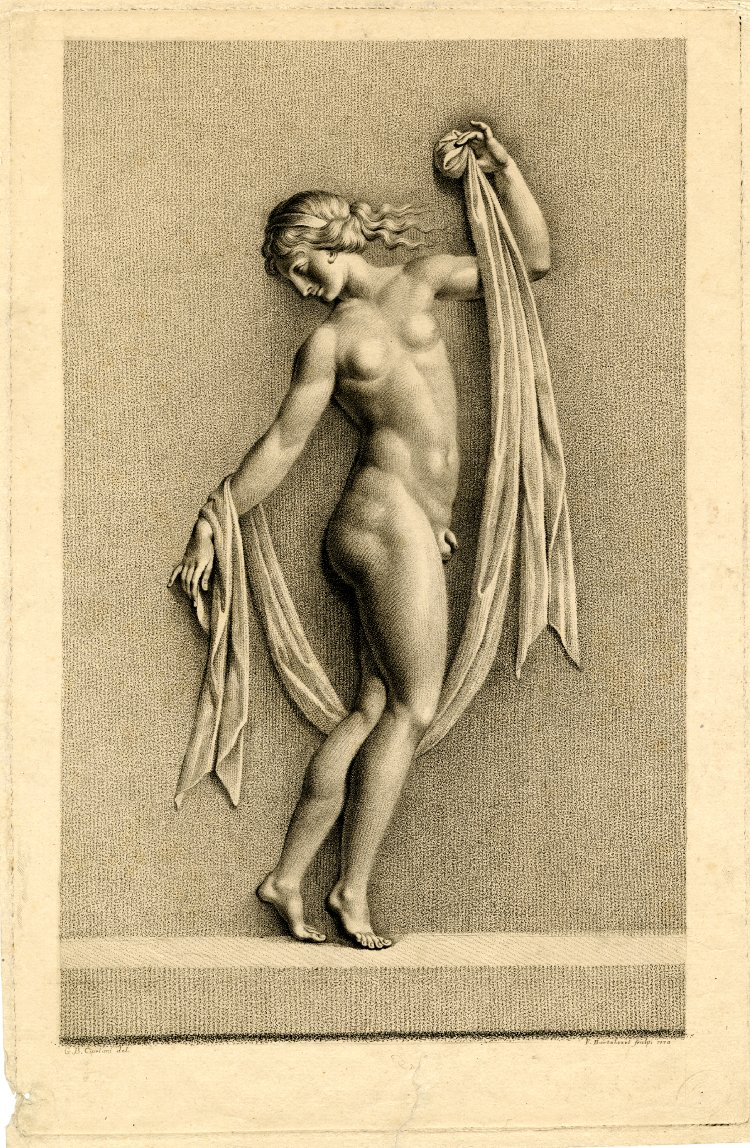
Hermafrodito, filho de Hermes e Afrodite.

As constantes referências em muitas fontes aos rituais antigos por trás da presença do femminiello em Nápoles requerem pouco comentário. Os vínculos com a mitologia grega antiga são numerosos: por exemplo, Hermafrodito, que possuía a beleza da mãe, Afrodite, e a força do pai, Hermes; ou Tirésias, o profeta cego de Tebas, famoso por ser transformado em mulher por sete anos. Presume-se que essas duas personagens e, de fato, outras em muitas culturas do mundo possuam algo que outras não: o equilíbrio sábio que advém de conhecer os dois mundos, masculino e feminino.

### Cerimônia
Uma cerimônia chamada matrimonio dei femminielli acontece em Torre Annunziata na segunda-feira de Páscoa, um desfile de femminielli vestidos em vestidos de noiva e acompanhados por um "marido" viajando pelas ruas em carruagens puxadas por cavalos.

### Tradição
O femminiello na Campânia desfruta de uma posição relativamente privilegiada, graças à participação em alguns eventos tradicionais, como a Candelora al Santuario di Montevergine (Candelária no Santuário de Montevergine) em Avellino ou o Tammurriata, uma dança tradicional realizada na festa de Madonna dell'Arco em Sant'Anastasia.
Geralmente as femminielli são consideradas sortudas. Por esse motivo, é popular nas vizinhanças que um femminiello segure um bebê recém-nascido ou participe de jogos como o bingo. Acima de tudo, a Tombola ou a Tombolata dei femminielli, um jogo popular realizado todos os anos no dia 2 de fevereiro, como parte conclusiva dos candelabros no santuário de Montevergine.

## Teatro
Em uma produção teatral chamada La Gatta Cenerentola, de Roberto De Simone, femmeniellos desempenham o papel de vários personagens importantes. Entre as principais cenas a esse respeito estão o rosario dei femmenielli e il suicidio del femminiella.